# Temporada de tufões no Pacífico de 1978
A temporada de tufões no Pacífico de 1978 foi uma temporada muito ativa que produziu 31 tempestades tropicais, 16 tufões e um tufão intenso. Não tem limites oficiais; durou o ano todo em 1978, mas a maioria dos ciclones tropicais tende a se formar no noroeste do Oceano Pacífico entre junho e dezembro. Essas datas delimitam convencionalmente o período de cada ano em que a maioria dos ciclones tropicais se forma no noroeste do Oceano Pacífico.
O escopo deste artigo é limitado ao Oceano Pacífico, ao norte do equador e a oeste da linha internacional de data. As tempestades que se formam a leste da linha de data e ao norte do equador são chamadas de furacões; veja a temporada de furacões de 1978 no Pacífico. As tempestades tropicais formadas em toda a bacia do Pacífico Ocidental receberam um nome do Joint Typhoon Warning Center. As depressões tropicais nesta bacia têm o sufixo "W" adicionado ao seu número. As depressões tropicais que entram ou se formam na área de responsabilidade das Filipinas recebem um nome da Administração de Serviços Atmosféricos, Geofísicos e Astronômicos das Filipinas ou PAGASA. Muitas vezes, isso pode resultar na mesma tempestade com dois nomes.

## Resumo sazonal
33 depressões tropicais se formaram este ano no Pacífico Ocidental, das quais 29 se tornaram tempestades tropicais. 15 tempestades atingiram intensidade de tufão, das quais 1 atingiu força de supertufão. Muitas das tempestades permaneceram no mar ou não causaram nenhum dano.

## Sistemas

### Tempestade tropical severa Nadine
Nadine permaneceu no mar e foi a primeira tempestade tropical severa da temporada. Viveu pelo menos 1 semana.

### Tufão Olive (Atang)
Nas Filipinas, o tufão Olive (Atang) matou 3 pessoas e deixou 3.500 desabrigados. Um ex-navio “FS” alongado da Compania Maritima foi capturado nele, o MV Leyte. Ela naufragou na parte sudoeste da Ilha Sibuyan tentando encontrar um abrigo. Ela estava então em uma viagem Manila-Cebu.

### Tempestade tropical Polly (Bising)
Polly foi o primeiro de três sistemas de junho de curta duração.

### Tempestade tropical Rose (Klaring)
Rose foi o segundo de três fracos sistemas de junho.

### Tempestade tropical Shirley (Deling)
Shirley atingiu o Vietnã como uma tempestade tropical.

### Tufão Trix
Trix fez um loop.

### Tufão Virginia
Virginia manteve-se em grande parte no mar.

### Tufão Wendy (Emang)
Wendy finalmente atingiu o Japão.

### Tempestade tropical severa Agnes
Agnes se formou em 24 de julho, fez um loop completo e atingiu a China em 29 de julho com ventos de 89 km/h (55 mph) depois de atingir o pico de 105 km/h (65 mph). Ele dissipou o 30º. Em Hong Kong, a tempestade tropical Agnes matou 3 pessoas.

### Tempestade tropical Bonnie
Bonnie atingiu o Vietnam.

### Tufão Carmen (Iliang)
Carmen foi de duração curta.

### Tempestade tropical Della (Heling)
Della desembarcou em Taiwan e China.

### Depressão tropical Loleng
Apenas reconhecido pela PAGASA.

### Tempestade tropical 13W
13W foi fraco e atingiu o Japão.

### Tufão Elaine (Miding)
Elaine atingiu o norte das Filipinas e a província chinesa de Guangdong.

### Tufão Faye
Faye manteve-se no mar.

### Tempestade tropical Gloria (Norming)
Gloria manteve-se no mar.

### Tempestade tropical Hester
Hester manteve-se longe de terra.

### Tufão Irma (Ruping)
Irma, o oitavo tufão da temporada de 1978, desenvolveu-se na depressão das monções a sudeste de Taiwan. Chegou a terra em Honshu, Japão. Com ventos de até 120 km/h, o tufão Irma matou pelo menos 6 pessoas e deixou cerca de 3.000 desabrigados. Quatro pessoas estão desaparecidas e cerca de 100 ficaram feridas por enchentes e deslizamentos de terra no sudoeste do Japão. Destruiu ou danificou 1 597 casas e deixou 6 266 casas inundadas. Irma quebrou janelas, capotou carros e virou vários barcos de pesca. Vários atletas do Encontro de Atletismo da Amizade Japão-China em Kitakyushu ficaram feridos quando uma rajada de vento os jogou a três metros de altura. Um navio-tanque registrado na Libéria foi arrastado de suas amarras ao largo do porto de Kure e à deriva por quase 5 quilômetros antes de encalhar em uma pequena ilha no Mar Interior. Irma permaneceu um tufão por apenas 12 horas, tornando-se o tufão de menor duração da temporada.

### Tufão Judy
Judy não impactou terra.

### Tempestade tropical severa Kit (Uding)
Kit atingiu o Vietname e as Filipinas.

### Tufão Lola (Weling)
Lola atingiu a China e as Filipinas.

### Tufão Mamie
Mamie fez um loop para o mar.

### Tempestade tropical severa Nina (Yaning)
Segundo os relatórios oficiais, 59 pessoas morreram e mais de 500.000 estavam em centros de evacuação nas Filipinas.

### Tufão Ora (Aning)
Ora escovou o Taiwan.

### Depressão tropical 25W
25W não afetou a terra.

### Depressão tropical 26W (Bidang)
26W segui 25W.

### Tufão Phyllis
Phyllis fez um loop desde o Japão.

### Tufão Rita (Kading)
A depressão tropical 28 se desenvolveu em 15 de outubro. Três dias e meio depois, tornou-se uma tempestade tropical. Rita se tornou um tufão no final de 19 de outubro. Rita alcançou Categoria 5 em 23 de outubro, atingindo uma pressão central mínima de 878 milibares em 25 de outubro, apenas 8 milibares acima do recorde do Typhoon Tip estabelecido em 1979. Depois de passar mais de três dias consecutivos nessa intensidade, Rita enfraqueceu para uma categoria 4 e desembarcou em Luzon. Rita permaneceu um tufão durante toda a sua passagem pelas Filipinas e emergiu no Mar da China Meridional como um tufão mínimo. Rita então decaiu lentamente e se dissipou como uma depressão perto da costa do Vietnã. O tufão causou danos consideráveis e perda de vidas nas Filipinas, embora os números exatos sejam desconhecidos.

### Tempestade tropical Vinte e sete
A Tempestade tropical 27 foi fraca e de duração curta.

### Tempestade tropical severa Tess
Uma depressão tropical se desenvolveu em 31 de outubro. A depressão foi atualizada para uma tempestade tropical em 2 de novembro. Tess continuou a se intensificar e atingiu seu pico de intensidade em 110 km/h (70 mph) tempestade; pouco antes do status de tufão. A tempestade tornou-se extratropical em 7 de novembro.

### Depressão tropical 30W (Delang)
30W chegou perto da terra.

### Tufão Viola (Esang)
O aumento da atividade convectiva no vale das monções foi notado pela primeira vez em dados de satélite em 14 de novembro de cerca de 690 mi (1110 km) a sudeste de Truk. Em 16 de novembro, o distúrbio foi atualizado para depressão tropical 33. Com base em uma assinatura de satélite aprimorada, o TD 33 foi atualizado para a tempestade tropical Viola às 12:00 UTC de 17 de novembro Viola continuou a se intensificar à medida que a tempestade avançava na direção noroeste. No final de 19 de novembro, aeronaves de reconhecimento confirmaram que a pressão de superfície de Viola havia caído para 977 mb; e que um olho estava começando a se formar. No início de 20 de novembro, Viola foi atualizado para um tufão. Viola então começou a se intensificar rapidamente e atingiu o pico de intensidade em 21 de novembro com ventos de 233 km/h (145 mph). Viola recuperou de Lução em 22 de novembro No dia seguinte, a tempestade já havia enfraquecido para categoria 1 e ainda mais enfraquecida para uma tempestade tropical. Viola se dissipou em 24 de novembro.

### Tempestade tropical severa Winnie
Uma depressão tropical se desenvolveu em 25 de novembro. Começou a se intensificar enquanto se movia em uma pista norte-noroeste. Em 28 de novembro, foi atualizado para uma tempestade tropical e recebeu o nome de Winnie. No dia 29, Winnie atingiu seu pico de intensidade como forte tempestade tropical com ventos (10 min) de 105 km/h (65 mph). Winnie tornou-se extratropical no início de 30 de novembro.

### Depressão tropical Garding
O último sistema da temporada, depressão tropical 63W (Garding) foi nomeado pela PAGASA.

## Nomes das tempestades
Durante a temporada, 28 ciclones tropicais nomeados se desenvolveram no Pacífico Ocidental e foram nomeados pelo Joint Typhoon Warning Center, quando foi determinado que eles haviam se tornado tempestades tropicais. Esses nomes foram contribuídos para uma lista revisada no final de 1950. No entanto, o JTWC mudou seu esquema de nomenclatura no ano seguinte, agora incluindo nomes femininos e masculinos.
| Nadine | Olive  | Polly | Rose | Shirley | Trix | Virginia | Wendy | Agnes | Bonnie  | Carmen | Della | Elaine | Faye   |
| Gloria | Hester | Irma  | Judy | Kit     | Lola | Mamie    | Nina  | Ora   | Phyllis | Rita   | Tess  | Viola  | Winnie |

Um nome, Susan, desenvolveu-se no Pacífico Central e foi nomeado a partir desta lista. A tempestade nunca se tornou parte da bacia do Pacífico Ocidental.

### Filipinas
| Akang          | Bising | Klaring | Deling | Emang  |         |  |
| Gading         | Heling | Iliang  | Loleng | Miding |         |  |
| Norming        | Oyang  | Pasing  | Ruping | Susang |         |  |
| Tering         | Uding  | Weling  | Yaning |        |         |  |
| Lista auxiliar |        |         |        |        |         |  |
| Aning          | Bidang | Kading  | Delang | Esang  | Garding |  |

A Administração de Serviços Atmosféricos, Geofísicos e Astronômicos filipinos usa seu próprio esquema de nomenclatura para ciclones tropicais em sua área de responsabilidade. A PAGASA atribui nomes às depressões tropicais que se formam dentro de sua área de responsabilidade e a qualquer ciclone tropical que possa se mover para dentro de sua área de responsabilidade. Caso a lista de nomes para um determinado ano se revele insuficiente, os nomes são retirados de uma lista auxiliar, os primeiros 6 dos quais são publicados todos os anos antes do início da temporada. Os nomes não retirados desta lista serão usados novamente na temporada de 1982. Esta é a mesma lista usada para a temporada de 1974. A PAGASA usa seu próprio esquema de nomenclatura que começa no alfabeto filipino, com nomes femininos filipinos terminando com "ng" (A, B, K, D, etc. ). Os nomes que não foram atribuídos/vão ser usados são marcados em cinzento.

### Aposentadoria
Devido aos danos extremos e ao número de mortos causados pelo tufão Rita (Kading), a PAGASA retirou o nome Kading de sua lista auxiliar. O nome substituído foi Katring.

## Efeitos sazonais
Esta tabela listará todas as tempestades que se desenvolveram no noroeste do Oceano Pacífico a oeste da Linha Internacional de Data e ao norte do equador durante 1978. Incluirá sua intensidade, duração, nome, áreas afetadas, mortes, pessoas desaparecidas (entre parênteses) e totais de danos. Os valores de classificação e intensidade serão baseados em estimativas realizadas pela JMA. Todos os números de danos serão em 1978 USD. Danos e mortes de uma tempestade incluirão quando a tempestade foi uma onda precursora ou uma baixa extratropical.
| Nome                | Datas ativo                           | Classificação máxima       | Velocidade de vento sustentados | Pressão               | Áreas afetadas                             | Danos (USD)   | Fatalidades  | Refs |
| ------------------- | ------------------------------------- | -------------------------- | ------------------------------- | --------------------- | ------------------------------------------ | ------------- | ------------ | ---- |
| Nadine              | 6 – 13 de janeiro                     | Tempestade tropical severa | 100 km/h (65 mph)               | 975 hPa (28.79 inHg)  | Marshall Islands                           | Nenhum        | Nenhum       |      |
| Olive (Atang)       | 15 de abril – 1 de maio               | Tufão                      | 150 km/h (90 mph)               | 950 hPa (28.05 inHg)  | Palau, Filipinas, Taiwan                   | Desconhecido  | 3            |      |
| TD                  | 7 de junho                            | Depressão tropical         | Não definido                    | 1004 hPa (29.65 inHg) | Filipinas                                  | Nenhum        | Nenhum       |      |
| TD                  | 10 de junho                           | Depressão tropical         | Não definido                    | 1008 hPa (29.77 inHg) | Filipinas                                  | Nenhum        | Nenhum       |      |
| TD                  | 12 – 13 de junho                      | Depressão tropical         | Não definido                    | 1004 hPa (29.65 inHg) | Filipinas                                  | Nenhum        | Nenhum       |      |
| Polly (Bising)      | 14 – 20 de junho                      | Tempestade tropical        | 85 km/h (50 mph)                | 985 hPa (29.09 inHg)  | Ilhas Ryukyu, Japão                        | Nenhum        | Nenhum       |      |
| Rose (Klaring)      | 21 – 25 de junho                      | Tempestade tropical        | 85 km/h (50 mph)                | 990 hPa (29.23 inHg)  | Filipinas, Taiwan                          | Nenhum        | Nenhum       |      |
| Shirley (Deling)    | 28 de junho – 2 de julho              | Tempestade tropical        | 85 km/h (50 mph)                | 992 hPa (29.29 inHg)  | Filipinas, Vietname, Camboja               | Desconhecido  | Nenhum       |      |
| TD                  | 7 – 11 de julho                       | Depressão tropical         | Não definido                    | 1004 hPa (29.65 inHg) | Japão                                      | Nenhum        | Nenhum       |      |
| Trix                | 11 – 24 de julho                      | Tufão                      | 130 km/h (80 mph)               | 965 hPa (28.50 inHg)  | Ilhas Ryukyu, China                        | Desconhecido  | Desconhecido |      |
| TD                  | 16 de julho                           | Depressão tropical         | Não definido                    | 1000 hPa (29.53 inHg) | Nenhum                                     | Nenhum        | Nenhum       |      |
| Wendy (Emang)       | 22 de julho – 3 de agosto             | Tufão                      | 130 km/h (80 mph)               | 960 hPa (28.35 inHg)  | Ilhas Ryukyu, Japão                        | Nenhum        | Nenhum       |      |
| Virgínia            | 22 de julho – 3 de agosto             | Tufão                      | 150 km/h (90 mph)               | 975 hPa (28.79 inHg)  | Japão                                      | Nenhum        | Nenhum       |      |
| Agnes               | 22 – 31 de julho                      | Tempestade tropical severa | 100 km/h (65 mph)               | 980 hPa (29.09 inHg)  | China meridional                           | Nenhum        | 3            |      |
| TD                  | 31 de julho                           | Depressão tropical         | Não definido                    | 1004 hPa (29.65 inHg) | Nenhum                                     | Nenhum        | Nenhum       |      |
| TD                  | 4 – 5 de agosto                       | Depressão tropical         | Não definido                    | 1002 hPa (29.65 inHg) | Taiwan                                     | Nenhum        | Nenhum       |      |
| Gading              | 4 – 8 de agosto                       | Depressão tropical         | 55 km/h (35 mph)                | 1000 hPa (29.53 inHg) | Taiwan                                     | Nenhum        | Nenhum       |      |
| Bonnie              | 9 – 13 de agosto                      | Tempestade tropical        | 75 km/h (45 mph)                | 985 hPa (29.09 inHg)  | China meridional, Vietname                 | Nenhum        | Nenhum       |      |
| Carmen (Iliang)     | 9 – 20 de agosto                      | Tufão                      | 165 km/h (105 mph)              | 965 hPa (28.50 inHg)  | Ilhas Ryukyu, China Oriental, Korea        | Desconhecido  | Nenhum       |      |
| Della (Heling)      | 9 – 13 de agosto                      | Tempestade tropical        | 85 km/h (50 mph)                | 985 hPa (29.09 inHg)  | Filipinas, Taiwan, China                   | Nenhum        | Nenhum       |      |
| Loleng              | 13 – 17 de agosto                     | Depressão tropical         | 55 km/h (35 mph)                | 1000 hPa (29.53 inHg) | Filipinas, China meridional                | Nenhum        | Nenhum       |      |
| TD                  | 14 de agosto                          | Depressão tropical         | Não definido                    | 1002 hPa (29.65 inHg) | Taiwan                                     | Nenhum        | Nenhum       |      |
| 13W                 | 18 – 20 de agosto                     | Tempestade tropical        | 75 km/h (45 mph)                | 998 hPa (29.47 inHg)  | Japão                                      | Nenhum        | Nenhum       |      |
| TD                  | 18 – 19 de agosto                     | Depressão tropical         | Não definido                    | 1004 hPa (29.65 inHg) | Palau                                      | Nenhum        | Nenhum       |      |
| TD                  | 20 de agosto                          | Depressão tropical         | Não definido                    | 1002 hPa (29.65 inHg) | Taiwan                                     | Nenhum        | Nenhum       |      |
| Elaine (Miding)     | 21 – 29 de agosto                     | Tufão                      | 120 km/h (75 mph)               | 965 hPa (28.50 inHg)  | Filipinas, China meridional                | Desconhecido  | Desconhecido |      |
| TD                  | 22 – 24 de agosto                     | Depressão tropical         | Não definido                    | 1008 hPa (29.77 inHg) | Península da Coreia                        | Nenhum        | Nenhum       |      |
| TD                  | 26 de agosto                          | Depressão tropical         | Não definido                    | 1008 hPa (29.77 inHg) | Ilhas Ryukyu                               | Nenhum        | Nenhum       |      |
| Faye                | 27 de agosto – 10 de setembro         | Tufão                      | 165 km/h (105 mph)              | 935 hPa (27.61 inHg)  | Ilhas Marianas, Taiwan                     | Nenhum        | Nenhum       |      |
| Gloria (Norming)    | 27 – 31 de agosto                     | Tempestade tropical        | 75 km/h (45 mph)                | 992 hPa (29.29 inHg)  | Ilhas Ryukyu                               | Nenhum        | Nenhum       |      |
| Hester              | 28 de agosto – 1 de setembro          | Tempestade tropical        | 85 km/h (50 mph)                | 990 hPa (29.23 inHg)  | Japão                                      | Nenhum        | Nenhum       |      |
| Oyang               | 29 – 30 de agosto                     | Depressão tropical         | 45 km/h (30 mph)                | Não definido          | Filipinas                                  | Nenhum        | Nenhum       |      |
| TD                  | 31 de agosto – 2 de setembro          | Depressão tropical         | Não definido                    | 1002 hPa (29.59 inHg) | Nenhum                                     | Nenhum        | Nenhum       |      |
| TD                  | 2 – 7 de setembro                     | Depressão tropical         | Não definido                    | 1002 hPa (29.59 inHg) | Ilhas Ryukyu, Taiwan                       | Nenhum        | Nenhum       |      |
| Irma (Ruping)       | 9 – 15 de setembro                    | Tufão                      | 120 km/h (75 mph)               | 935 hPa (27.61 inHg)  | Taiwan, Ilhas Ryukyu, Japão                | Nenhum        | 6            |      |
| Pasing              | 9 – 15 de setembro                    | Depressão tropical         | 55 km/h (35 mph)                | 1004 hPa (29.65 inHg) | Vietname                                   | Nenhum        | Nenhum       |      |
| Judy                | 9 – 17 de setembro                    | Tufão                      | 150 km/h (90 mph)               | 950 hPa (28.05 inHg)  | Nenhum                                     | Nenhum        | Nenhum       |      |
| TD                  | 10 – 11 de setembro                   | Depressão tropical         | 55 km/h (35 mph)                | 1006 hPa (29.71 inHg) | Taiwan                                     | Nenhum        | Nenhum       |      |
| Susang              | 13 – 19 de setembro                   | Depressão tropical         | 55 km/h (35 mph)                | 1000 hPa (29.53 inHg) | Palau, Filipinas, Vietname                 | Nenhum        | Nenhum       |      |
| TD                  | 17 de setembro                        | Depressão tropical         | Não definido                    | 1008 hPa (29.77 inHg) | Palau                                      | Nenhum        | Nenhum       |      |
| Kit (Uding)         | 20 – 28 de setembro                   | Tempestade tropical severa | 95 km/h (60 mph)                | 990 hPa (29.23 inHg)  | Filipinas, China meridional, Vietname      | Desconhecido  | Desconhecido |      |
| Tering              | 21 – 22 de setembro                   | Depressão tropical         | 55 km/h (35 mph)                | 998 hPa (29.47 inHg)  | Filipinas                                  | Nenhum        | Nenhum       |      |
| TD                  | 21 de setembro − 22                   | Depressão tropical         | Não definido                    | 1008 hPa (29.77 inHg) | Ilhas Ryukyu                               | Nenhum        | Nenhum       |      |
| Lola (Weling)       | 24 de setembro – 5 de outubro         | Tufão                      | 130 km/h (80 mph)               | 965 hPa (28.50 inHg)  | Filipinas, China meridional                | Desconhecido  | Desconhecido |      |
| Mamie               | 30 de setembro – 5 de outubro         | Tufão                      | 130 km/h (80 mph)               | 960 hPa (28.35 inHg)  | Nenhum                                     | Nenhum        | Nenhum       |      |
| TD                  | 5 de outubro                          | Depressão tropical         | Não definido                    | 1004 hPa (29.65 inHg) | Nenhum                                     | Nenhum        | Nenhum       |      |
| Nina (Yaning)       | 5 – 17 de outubro                     | Tempestade tropical severa | 110 km/h (70 mph)               | 975 hPa (28.79 inHg)  | Filipinas, China meridional, Vietname      | Desconhecido  | 59           |      |
| Ora (Aning)         | 8 – 15 de outubro                     | Tufão                      | 150 km/h (90 mph)               | 940 hPa (27.76 inHg)  | Taiwan, Ilhas Ryukyu                       | Nenhum        | Nenhum       |      |
| 25W                 | 11 – 14 de outubro                    | Depressão tropical         | 55 km/h (35 mph)                | 1000 hPa (29.53 inHg) | Nenhum                                     | Nenhum        | Nenhum       |      |
| 26W (Bidang)        | 11 – 17 de outubro                    | Depressão tropical         | 55 km/h (35 mph)                | 1004 hPa (29.65 inHg) | Ilhas Carolinas, Filipinas                 | Nenhum        | Nenhum       |      |
| Phyllis             | 15 – 23 de outubro                    | Tufão                      | 150 km/h (90 mph)               | 955 hPa (28.20 inHg)  | Nenhum                                     | Nenhum        | Nenhum       |      |
| Rita (Kading)       | 17 – 30 de outubro                    | Tufão                      | 220 km/h (140 mph)              | 880 hPa (25.98 inHg)  | Ilhas Carolinas, Ilhas Marianas, Filipinas | $100 000 000  | >300         |      |
| Twenty-seven        | 29 de outubro – 3 de dezembro         | Tempestade tropical        | 65 km/h (40 mph)                | 994 hPa (29.35 inHg)  | Filipinas, Vietname                        | Nenhum        | Nenhum       |      |
| Tess                | 31 de outubro – 7 de dezembro         | Tempestade tropical severa | 110 km/h (70 mph)               | 975 hPa (28.79 inHg)  | Filipinas, China meridional, Vietname      | Nenhum        | Nenhum       |      |
| TD                  | 9 – 11 de novembro                    | Depressão tropical         | Não definido                    | 1008 hPa (29.77 inHg) | Vietname                                   | Nenhum        | Nenhum       |      |
| TD                  | 10 – 12 de novembro                   | Depressão tropical         | Não definido                    | 1004 hPa (29.65 inHg) | Filipinas                                  | Nenhum        | Nenhum       |      |
| TD                  | 15 – 16 de novembro                   | Depressão tropical         | Não definido                    | 1008 hPa (29.77 inHg) | Vietname                                   | Nenhum        | Nenhum       |      |
| 30W (Delang)        | 16 – 20 de novembro                   | Depressão tropical         | 55 km/h (35 mph)                | 1000 hPa (29.53 inHg) | Filipinas                                  | Nenhum        | Nenhum       |      |
| Viola (Esang)       | 17 – 24 de novembro                   | Tufão                      | 195 km/h (120 mph)              | 910 hPa (26.97 inHg)  | Ilhas Carolinas                            | Nenhum        | Nenhum       |      |
| TD                  | 25 de dezembro – 1 de dezembro        | Depressão tropical         | Não definido                    | 1004 hPa (29.65 inHg) | Malásia                                    | Nenhum        | Nenhum       |      |
| Winnie              | 25 – 30 de novembro                   | Tempestade tropical severa | 100 km/h (65 mph)               | 980 hPa (28.94 inHg)  | Ilhas Marianas                             | Nenhum        | Nenhum       |      |
| TD                  | 4 de dezembro                         | Depressão tropical         | Não definido                    | 1008 hPa (29.77 inHg) | Nenhum                                     | Nenhum        | Nenhum       |      |
| Garding             | 13 – 19 de dezembro                   | Depressão tropical         | 55 km/h (35 mph)                | 1004 hPa (29.65 inHg) | Filipinas                                  | Desconhecido  | Nenhum       |      |
| Totais da temporada |                                       |                            |                                 |                       |                                            |               |              |      |
| 63 systems          | 6 de janeiro – 19 de dezembro de 1978 |                            | 220 km/h (140 mph)              | 880 hPa (25.98 inHg)  |                                            | >$100 000 000 | >371         |      |